# 平岩河 (打狗河)
平岩河，位于中华人民共和国贵州省黔南布依族苗族自治州荔波县南部，是打狗河左岸支流，发源于融安县翁昂乡西北，东流过翁昂乡驻地折西南流，至捞村乡汇入打狗河。河长17千米，流域面积612平方千米。